# Aeródromo de Punta San Juan
El aeródromo de Punta San Juan (OACI: MSSJ) es un aeródromo de aviación general que sirve al pueblo de Corral De Mulas en el departamento de Usulután en El Salvador.
La pista de aterrizaje es de césped y está sin señalización. Está ubicada a 7 kilómetros al este del pueblo de Punta San Juan, en la orilla occidental de la entrada a la bahía de Jiquilisco. El aeropuerto de Corral de Mulas también sirve a Corral de Mulas y sus alrededores.
El VOR-DME de El Salvador (Ident: CAT) está ubicado a 68,7 kilómetros al oeste-noroeste del aeródromo.